# Rivière Boyer (Bellechasse)
Pour les articles homonymes, voir Boyer.
La rivière Boyer est un affluent de la rive sud du fleuve Saint-Laurent. Ce cours d'eau coule dans les municipalités de Saint-Charles-de-Bellechasse, Saint-Michel-de-Bellechasse et Saint-Vallier, dans la municipalité régionale de comté (MRC) de Bellechasse, dans la région administrative de Chaudière-Appalaches, au Québec, au Canada.
La partie inférieure de cette vallée est desservie par la route 132 qui longe la rive sud-est du fleuve Saint-Laurent, et aussi par le chemin du 2e rang Ouest (qui devient le rang Nord-Est et l'avenue Royale, plus au sud), le chemin du 3e rang Ouest (qui devient le chemin du rang Sud-Est, plus au sud).
Hormis quelques zones forestières traversées par la rivière, l'agriculture constitue la principale activité économique de cette vallée.
La surface de la rivière Boyer est généralement gelée du début de décembre jusqu'à la fin de mars, sauf les zones de rapides ; toutefois la circulation sécuritaire sur la glace se fait généralement de la mi-décembre à la mi-mars. Le niveau de l'eau de la rivière varie selon les saisons et les précipitations ; la crue printanière survient en mars ou avril.

## Géographie
La rivière Boyer prend sa source à la confluence des rivières Boyer Nord et Boyer Sud, à Saint-Charles-de-Bellechasse. Cette source est située dans le rang Nord-Ouest à 4,8 km au sud-ouest du centre du village de Saint-Charles-de-Bellechasse, au sud-est du Plée de Saint-Charles et à 1,3 km au nord-est de la limite de Saint-Henri.
À partir de sa source, la rivière Boyer coule sur 34,0 km, répartis selon les segments suivants :
- 5,6 km (ou 3,0 km en ligne directe) vers le nord-est, en serpentant jusqu'à la route 279 ;
- 7,4 km (ou 3,7 km en ligne directe) vers le nord-est, en serpentant du côté sud du village de Saint-Charles-de-Bellechasse jusqu'au pont routier reliant la route 218 et la route longeant le côté sud-est de la rivière ;
- 7,4 km (3,7 km en ligne directe) vers le nord-est, en recueillant les eaux du ruisseau du Portage et en serpentant jusqu'à la limite entre les municipalités de Saint-Charles-de-Bellechasse et Saint-Michel-de-Bellechasse ;
- 6,4 km (ou 3,9 km en ligne directe) vers le nord-est, jusqu'au pont de la route 281 ;
- 4,3 km (ou 2,0 km en ligne directe) vers le nord-est, en passant au nord-ouest du village de La Durantaye, jusqu'à l'autoroute 20 ;
- 2,9 km vers le nord-est, jusqu'à sa confluence. Le dernier segment de 1,9 km constitue la limite entre les municipalités de Saint-Michel-de-Bellechasse et Saint-Vallier.

La rivière Boyer se jette sur la longue grève du banc de Saint-Vallier, dans l'anse de Saint-Vallier, sur la rive sud de l'estuaire fluvial du Saint-Laurent. Cette confluence est située du côté ouest du village de Saint-Vallier, du côté est du village de Saint-Michel-de-Bellechasse et face au village de Saint-Jean-de-l'Île-d'Orléans situé sur l'île d'Orléans. Cette confluence est située à l'est de la confluence de la rivière des Mères et du ruisseau Bellechasse.

## Toponymie
Le toponyme rivière Boyer a été officialisé le 5 décembre 1968 à la Commission de toponymie du Québec.